# Coteaux-champenois
 (janvier 2019).
Améliorez-le ou discutez des points à vérifier. 
Le coteaux-champenois est un vin français d'appellation d'origine contrôlée produit sur une partie du vignoble de Champagne. Ces vins classiques (ils ne sont pas effervescents, au contraire du champagne) en rouge, blanc et même rosé, portaient autrefois le nom de vin nature de Champagne et sont les descendants des vins tranquilles qui concurrençaient les vins de Bourgogne.

## Histoire

### Antiquité
La culture de la vigne en Champagne remonte à l'époque gallo-romaine, quand les Romains plantent les premiers ceps dans la région. 

### Moyen Âge
Par la suite, le vignoble est conservé grâce à l'intérêt que lui porte le clergé, en particulier ceux de Reims et de Châlons-en-Champagne. C'est en effet l'abbaye de Saint-Pierre-au-Mont, à Châlons-en-Champagne, qui planta de nombreuses vignes dans les domaines qu'elle possédait en Champagne.
En l'an 1114, l'évêque de Châlons-en-Champagne, Guillaume de Champeaux, fait rédiger la grande charte champenoise qui confirme cette abbaye dans toutes ses possessions agricoles et vinicoles. Cette charte, dont l'original est perdu mais dont une copie est conservée aux Archives départementales de la Marne, est considérée comme l'acte fondateur du vignoble de Champagne : par cette confirmation, toutes les conditions sont réunies pour que le vignoble se développe en paix et puisse prospérer. Dès lors les moines n'ont pas cessé de cultiver la vigne et de produire un vin de plus en plus élaboré.
Durant l'époque féodale, les vins de Champagne sont classés parmi les « vins de France » considérés comme produits dans le Bassin parisien.

### Période moderne
Durant le règne d'Henri IV, il acquiert le nom de vin de Champagne à Paris, mais cette dénomination s'impose plus difficilement dans la région, le terme champagne désignant des terres non fertiles, ne pouvant servir que de pâturages aux moutons.

### Période contemporaine
L'appellation d'origine contrôlée est obtenue par le décret du 21 août 1974. Le cahier des charges de l'appellation a été modifié en juillet 2024, puis en août 2025.

## Situation géographique
Il couvre la même superficie que le terroir viticole des vins de  Champagne. 

### Géologie
La plupart des vins proviennent du département de la Marne (sur terrains crétacés), de la vallée de la Marne (jusqu'à l'ouest de Château-Thierry), et sur une série de terroirs à cheval sur les terrains Tertiaires et Crétacés (Avize, Vertus, Sézanne...).

### Climatologie
Le climat de la zone de production de l'appellation est mesuré depuis la station de Reims-Courcy, situé à 91 mètres d'altitude.
Ce terroir viticole se situe à l'est du Bassin parisien, son climat est océanique dégradé, il est sous influence du climat continental, expliquant ses hivers frais, ses étés doux et ses pluies assez fréquentes mais souvent peu abondantes et réparties tout au long de l'année. Le climat océanique dégradé des vallées champenoises est, dans l’ensemble, doux : 2 °C pendant le mois de janvier, 18 °C au mois de juillet, température moyenne annuelle de 10 °C. Les précipitations sont modérées (entre 550 et 700 mm par an). 
| Mois                                           | Janv. | Fév. | Mars | Avr. | Mai  | Juin | Juil. | Août | Sept. | Oct. | Nov. | Déc. | Année |
| ---------------------------------------------- | ----- | ---- | ---- | ---- | ---- | ---- | ----- | ---- | ----- | ---- | ---- | ---- | ----- |
| Températures maximales moyennes (°C)           | 5,5   | 7,0  | 10,8 | 14,0 | 18,4 | 21,3 | 24,1  | 24,2 | 20,1  | 15,1 | 9,3  | 6,6  | 14,7  |
| Températures minimales moyennes (°C)           | 0,1   | 0,0  | 2,3  | 3,7  | 7,7  | 10,5 | 12,4  | 12,2 | 9,5   | 6,6  | 2,9  | 1,4  | 5,8   |
| Températures moyennes (°C)                     | 2,8   | 3,5  | 6,6  | 8,9  | 13,1 | 15,9 | 18,3  | 18,2 | 14,9  | 10,9 | 6,1  | 4,0  | 10,2  |
| Ensoleillement (h)                             | 63    | 73   | 128  | 163  | 214  | 218  | 229   | 239  | 156   | 108  | 66   | 47   | 1705  |
| Moyennes mensuelles de précipitations (mm)     | 44    | 40   | 51   | 45   | 59   | 58   | 56    | 48   | 53    | 55   | 52   | 57   | 617,8 |
| Source : Météo France - Site de Reims-Courcy . |       |      |      |      |      |      |       |      |       |      |      |      |       |

## Vignoble

### Présentation
Les vins rouges des coteaux champenois, élaborés à partir de pinot noir, sont encore bien implantés dans les communes d’Ambonnay, Ay, Bouzy (Grand-Cru), Cumières, Mailly, Œuilly, Les Riceys, Sillery et Verzy.

### Encépagement

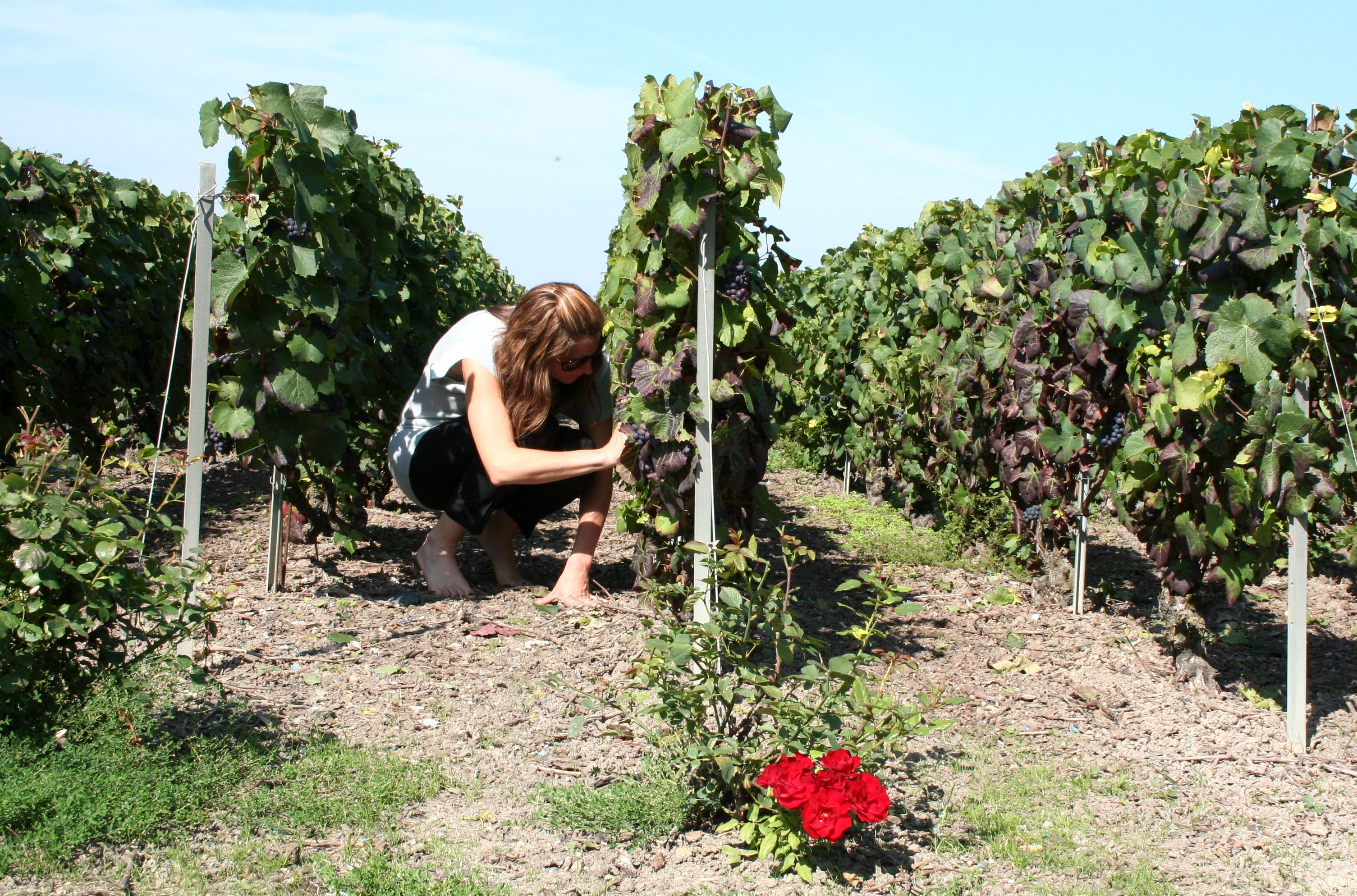
Vignoble de pinot noir à Bouzy.

Les raisins sont les mêmes que ceux autorisés pour produire les champagnes : pinot noir et meunier pour les vins rouges, arbane, chardonnay, petit meslier, pinot blanc et pinot gris pour les vins blancs. Depuis 2025, le cépage voltis (de) B (résistant mieux au mildiou et à l'oïdium : c'est une « variété d'intérêt à fin d'adaptation ») est autorisé, mais limité à seulement 5 % de l'encépagement (comme « cépage accessoire ») et sous réserve d'une convention.
Il y a aussi un rosé AOC de la région Champagne, le rosé des Riceys.

### Méthodes culturales
La production est faible, surtout dans les millésimes où les rendements sont peu importants, compte tenu de la forte demande de Champagne.

### Commercialisation
Cette appellation représente une facette moins connue de la viticulture champenoise, mais ils sont produits en faible quantité, car ils entrent en concurrence, au niveau des terroirs comme des raisins, avec le champagne effervescent ; de ce fait leur prix est plutôt élevé et ils sont en voie de disparition. La maison Moët & Chandon ne produit plus les célèbres "Château de Saran" blanc et Laurent-Perrier, depuis son domaine de Tours-sur-Marne, a également arrêté ses coteaux-champenois blancs et rouges (pinot franc), dont il était le producteur le plus important.
Le bouzy rouge est le plus connu des coteaux-champenois et sa promotion est assurée par une "confrérie" et une "académie". 
Le plus rare et le plus cher est celui produit, par la maison Bollinger, sur une parcelle de moins d'un hectare située à Ay et qui enchanta naguère le palais fin connaisseur du roi Henri IV de France. Cette parcelle en forte déclivité, appelée la "côte aux enfants", tient son nom au fait que, autrefois, seuls des enfants pouvaient y travailler grâce à leur petite taille.
Les prix varient entre 10 et 25 € la bouteille.